# Акустична китара
Акустичната китара е музикален инструмент от групата на струнните инструменти. Тя е модерна форма на класическата китара.

## Устройство
Акустичната китара е с метални струни за по-ясен и по-силен звук и е нужна по-тежка конструкция, за да издържи на обтягането им. Понякога изразът „китара с метални струни“ или „фолк китара“ се използва за разграничение от класическата китара, която е с пластмасови или направени от друг синтетичен материал.
Материалите използвани в направата на една акустична китара са много различни. По-скъпите китари са от масивно дърво, страните и гърба най-често са от палисандрово дърво, явор или махагон. По-евтините китари могат да бъдат с масивна горна част, а страните и задната част от ламинат.
Грифът обикновено е направен от твърдо и плътно дърво, като махагон или абанос. Различните комбинации дърво и неговото качество заедно с дизайна и конструирането водят до различно звучене на китарите. Поради високите цени на качествената дървесина много производители са започнали да експериментират с по-често срещани видове дървесина (кедър например).

## Звукоизвличане
Акустичната китара се свири с едно или повече перца, малки плочки от твърда пластмаса или друг материал. Използва се за да се дърпат струните. Повечето китаристи използват равно перце като го държат между палеца и показалеца. Някои китаристи използват пръстите си да изсвирят отделни ноти.

## Настройване
Стандартното настройване на акустичната китара е e1, b1 (h1 при немската музикална теория), g, d, A, E (e1 - ми на първа октава, b1/h1 - си на първа октава, g - сол на малка октава, d - ре на малка октава, A - ла на голяма октава, E - на голяма октава) в посока от най-тънката към най-дебелата струна.
̀

## Видове
- Една от вариациите на стандартната акустична китара е 12 струнната китара, която има по една струна до всяка от шестте традиционни.
- Друга вариация е 7 струнната „Руска“ китара. (стандартното настройване d1, b (h), g, d, B (H), G, D (d1 - ре на първа октава, b/h - си на малка октава, g - сол на малка октава, d - ре на малка октава, B/H - си на голяма октава, G - сол на голяма октава, D - ре на голяма октава).